# Gasveli
Gasveli ist eine kleine Insel des Mulaku-Atolls im Süden des Inselstaates Malediven in der Lakkadivensee des Indischen Ozeans.

## Geographie
Die Insel liegt in der Nähe der Südspitze, im Ostsaum des Atolls, zwischen Kekuraalhuveli und Dhekunuboduveli.